# Ace Combat 6: Fires of Liberation
Ace Combat 6: Fires of Liberation (エースコンバット6 解放への戦火, Ēsu Konbatto Roku Kaihō e no Senka) é um jogo eletrônico de simulação de combate aéreo desenvolvido e publicado pela Namco Bandai Games. É o sétimo título principal da série Ace Combat e foi lançado exclusivamente para Xbox 360 em outubro de 2007 na América do Norte e em novembro no restante do mundo.

## Recepção
TeamXbox conferiu-lhe uma pontuação 8.8 numa escala até 10.